# Saldanya
Saldaña, catalanitzat com a Saldanya, és un municipi i vila de la província de Palència (comunitat autònoma de Castella i Lleó).

## Geografia i població
Situada a la meitat Nord de la província, és centre comarcal de la Vega-Valdàvia, amb més de vuitanta localitats.
El terme municipal de Saldaña comprèn tretze localitats més: Carbonera, Membrillar, Relea de la Loma, Renedo del Monte, San Martín del Obispo, Valcabadillo, Valenoso, Vega de Doña Olimpa, Villaires, Villafruel, Villalafuente, Villanueva del Monte, Villasur i Villorquite del Pàramo.

## Economia
Agricultura, ramaderia, indústria alimentària, indústria metal·lúrgica, serveis, comerç i construcció, entre d'altres.
És possiblement la localitat més pròspera de la província, amb un alt nivell de desenvolupament segons estudis fets per La Caixa.

## Història
Se sap, per troballes arqueològiques fetes al turó al jaciment de La Morterona, que la presència humana a la zona començà, com a mínim, a l'Edat del Bronze.
Fou, juntament amb Carrión de los Condes, capital d'un comtat a l'Edat Mitjana.
L'any 1126 està documentada a la vila la primera cursa de braus.

## Festes i cultura popular
- Virgen del Valle, el 8 de setembre, amb processó a la qual participa una comunitat de vint-i-cinc pobles de la comarca.

Es ballen balls de bastons, potser d'origen preromà, antiquíssims, i la jota de Saldaña.

## Personalitats
- Quintiliano Saldaña (1878-1938), jurista i criminòleg
- Jesús Quijano, ex secretari general del PSCL-PSOE, catedràtic de Dret Mercantil i ponent de l'Estatut d'Autonomia de Castella i Lleó de 1983.
- Andrés Moro Gallego (1905-1970), músic i folklorista.
- Julio Torres, músic
- Eulogio Eraso y Cartagena (1817-1885), polític i advocat.
- Matías Duque, escriptor barroc.